# Lac Iguaque
Le lac Iguaque est un lac situé dans le département de Boyacá, en Colombie. Il fait partie du sanctuaire de faune et de flore d'Iguaque (espagnol : Santuario de Fauna y Flora Iguaque).